# Krusičany
Krusičany jsou vesnice a část města Týnec nad Sázavou v okrese Benešov. Nachází se asi tři kilometry jižně od Týnce nad Sázavou. U vesnice se vlévá Tloskovský potok do Janovického potoka. Krusičany jsou také název katastrálního území o rozloze 6,51 km².

## Historie
První písemná zmínka o vesnici pochází z roku 1271.
Za druhé světové války se ves stala součástí vojenského cvičiště Zbraní SS Benešov a její obyvatelé se museli 1. dubna 1943 vystěhovat.